# Луи Петито
Луи-Месидор-Льобон Петито (на френски: Louis-Messidor-Lebon Petitot) е френски скулптор.

## Биография
Той е роден на 23 юни 1794 година в Париж. Учи при скулптора Пиер Картелие, за чиято дъщеря се жени, след което прекарва известно време в Рим. След връщането си във Франция работи върху различни монументални скулптори, част от тях по поръчка на краля. За статуята на Луи XIV в Кан, завършена през 1828 година, става кавалер на Ордена на Почетния легион.
Луи Петито умира през 1862 година в Париж.
- „Млад ловец, ухапан от змия“, 1827
- Статуя на Луи XIV в Кан, 1828
- Статуя на Луи XIV във Версай, 1838
- Алегория на изобилието на моста Карузел в Париж, 1846